# IV Korpus Flak
IV Korpus Artylerii Przeciwlotniczej (niem. IV. Flakkorps) – jeden z niemieckich związków taktycznych Luftwaffe, w czasie II wojny światowej uczestniczył głównie w walkach z wojskami aliantów zachodnich. 
Utworzony w czerwcu 1944 roku we Wrocławiu. W latach 1944–1945 brał udział w walkach na froncie zachodnim. Swymi działaniami bojowymi wspierał Grupę Armii G. Skapitulował w maju 1945 roku w południowych Niemczech.

## Dowódcy korpusu
- gen. Otto-Wilhelm von Renz (23 czerwca 1944)
- gen. Flieger Rudolf Bogatsch (12 września 1944)[2]

## Struktura organizacyjna
Skład 12 września 1944 :
- 9 Dywizja Flak
- 13 Dywizja Flak
- 1 Brygada Flak
- 12 Brygada Flak